# Pierre Abbink Spaink

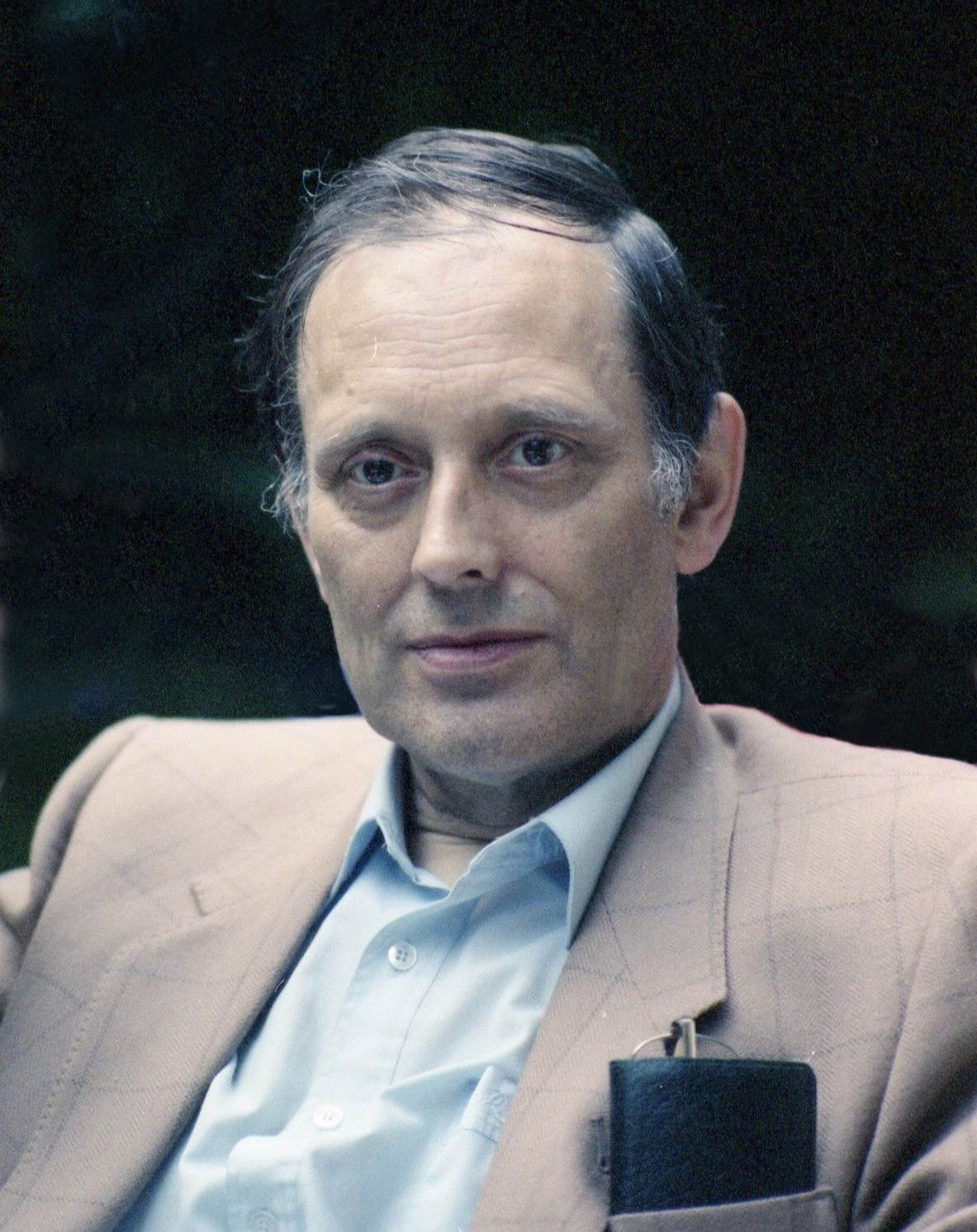
Pierre Abbink Spaink

Pierre Abbink Spaink (* 24 April 1931 in IJsselstein; † 26 September 2001 in Hilversum) war ein niederländischer Komponist und Musikpädagoge.

## Leben
Pierre Abbink Spaink erhielt seinen ersten Musikunterricht bei Herman C. de Leeuw. Nach seiner Schulausbildung studierte er am Utrechts Conservatorium bei Karel Mengelberg, Kees van Baaren, Hein Kien, Theo Willemze und W. Kloppenburg die theoretischen Fächer und bei Anton Dresden Klavier. Nach seinem Abschluss arbeitete er als Klavierlehrer unter anderem an der Musikschule in Eindhoven und er unterrichtete Musiktheorie in der Vorbereitungsklasse des Utrechts Conservatorium, bis er 1962 zum Rundfunk ging. 1970 wurde er als Lehrer für die theoretischen Fächer ans Twents Conservatorium in Enschede berufen und ging 1972 in gleicher Funktion an die Musikpädagogische Akademie in Hilversum.

## Werke
- Rondo per organo. Publiziert bei Domemus in Amsterdam, 1969[2]
- Organum per organo.Publiziert bei Domemus in Amsterdam, 1971[3]